# چنارتو
چنارتو(به کردی: چنارە، Çinare) روستایی از توابع بخش زیویه در شهرستان سقز است که در استان کردستان ایران قرار دارد.

## جمعیت
این روستا در دهستان خورخوره واقع شده و براساس سرشماری سال ۱۳۸۵، جمعیت آن ۱۳۴ نفر (۲۹ خانوار) بوده‌است.